# Gottfried Feder
Gottfried Feder   (Würzburg, 27 de gener de 1883 - Murnau am Staffelsee, 24 de setembre de 1941) fou un enginyer, economista i polític alemany, formulà una teoria econòmica que combinava l'anticapitalisme i l'antisemitisme. Molt actiu durant els primers anys de la fundació del Partit Nacional Socialista dels Treballadors Alemanys (NSDAP), n'és considerat un dels seus pares ideològics.

## Biografia
Després d'assistir a les escoles a Ansbach i Múnic, va estudiar enginyeria a Berlín i Zúric. Després de graduar, el 1908 va fundar una empresa de construcció, que va ser particularment activa a Bulgària, on va construir una sèrie d'edificis oficials. Com a enginyer civil, Feder fou actiu en afers econòmics i polítics. Fou el precursor del principi de "trencar l'esclavitud dels interessos dels diners", que va tenir una forta influència sobre el Programa dels 25 punts del NSDAP, sent aquest el punt nombre 11. Feder s'havia unit al partit, provinent del nucli fundacional del Partit dels Treballadors Alemanys (DAP), fins i tot abans que Hitler.
El 1923 va prendre part en el Putsch de Múnic. Després de l'arrest de Hitler continua sent un dels líders del partit, i va ser elegit diputat al Reichstag el 1924, càrrec que mantenir fins al 1936 i des d'on va exigir la congelació de les taxes d'interès i la despossessió dels ciutadans jueus. Va ser també Secretari d'Estat per al Ministeri d'Afers Econòmics (1933-1934) i Comissari Polític del Reich per a l'Assemblea Legislativa entre 1934 i 1935. La seva influència va declinar amb la caiguda política del grup revolucionari de Gregor Strasser dintre del NSDAP, el 1932, i perquè Hitler en aquest moment sol·licitava el suport d'inversionistes per a finançar la campanya del Partit, mentre Feder mantenia fortes crítiques al capitalisme sol·licitant que fos abolit. La carrera política de Feder s'acabà totalment a partir de 1936, quan es va dedicar exclusivament a la docència en el Col·legi Tècnic de Berlín. El seu treball Das Programm der National-sozialistichen Arbeiterpartei imd ihre weltanschaulichen Grundlagen (El programa del NSDAP i la seva base ideològica, del 1927) és un document important per a l'estudi històric del Nacionalsocialisme.